# Отацилий Катул
Отаци́лий Ка́тул (лат. (Manius) Otacilius Catulus; умер между 88 и 95 годами) — древнеримский политический деятель из знатного плебейского рода Отацилиев, консул–суффект 88 года.

## Биография
О происхождении Катула нет никаких сведений. Его преномен точно неизвестен: одни учёные реконструируют его как Марк, а другие — как Маний. О гражданско–политической карьере Отацилия известно только, что в 88 году он занимал должность консула-суффекта совместно с Секстом Юлием Спарсом. 
Впрочем, имя Катула упоминается в «Дигестах» Публия Ювентия Цельса в изложении Юстиниана:

«в совете консула Дуцения Вера одобрено было такое его решение: поскольку Отацилий Катул, назначив дочь единственной наследницей, оставил по легату вольноотпущеннику 200 и поручил ему отдать их его собственной сожительнице, а вольноотпущенник при жизни наследодателя умер и отказанное ему осталось у дочери, то дочь следует заставить передать этот фидеикомисс сожительнице».